# 베옹 (앵주)
베옹(프랑스어: Béon)은 프랑스 동부 오베르뉴론알프 앵주에 있는 코뮌이다. 베옹에 사는 사람을 가리켜 베오네 (Béonais) 혹은 베오네즈 (Béonaises)라 부른다. 11세기에는 뤼리외 영주의 성이 있던 곳이었으며, 13세기에는 베옹 교구가 되었다.

## 지리
퀼로즈에서는 2km, 론강에서는 3km 떨어진 지점에 위치해 있으며 뷔제 와인구역 내에 있다. 그랑콜롱비에 산기슭에 자리해 있으며 GR의 9A선과 투르 뒤 발로메 경기의 코스가 이 마을을 통과한다.
한편 베옹은 욘주에 위치한 동명의 마을인 베옹과 자매결연을 맺고 있다.

## 인구
| 연도 | 인구 | ±%    |
| ---- | ---- | ----- |
| 2006 | 356  | —     |
| 2007 | 355  | −0.3% |
| 2008 | 354  | −0.3% |
| 2009 | 352  | −0.6% |
| 2010 | 373  | +6.0% |
| 2011 | 401  | +7.5% |
| 2012 | 429  | +7.0% |
| 2013 | 457  | +6.5% |
| 2014 | 467  | +2.2% |
| 2015 | 475  | +1.7% |
| 2016 | 464  | −2.3% |

## 같이 보기
- 앵 주의 코뮌 목록